# Deutsche Fußballmeisterschaft der B-Junioren 1984/85
Die deutsche B-Jugendmeisterschaft 1985 war die 9. Auflage dieses Wettbewerbes. Meister wurde der VfL Bochum, der im Finale Gastgeber Kickers Offenbach mit 3:0 besiegte.

## Teilnehmende Mannschaften
An der B-Jugendmeisterschaft nahmen die 16 Landesverbandsmeister teil.
| Regionalverband Nord | Regionalverband West                                                                             | Regionalverband Südwest                                                                          | Regionalverband Süd | Berlin                            |
| --- | ------------------------------------------------------------------------------------------------ | ------------------------------------------------------------------------------------------------ | --- | --------------------------------- |
| - Schleswig-Holstein: Holstein Kiel - Hamburg: Hamburger SV - Bremen: OSC Bremerhaven - Niedersachsen: Eintracht Braunschweig | - Westfalen: VfL Bochum - Mittelrhein: TSV Bayer 04 Leverkusen - Niederrhein: Fortuna Düsseldorf | - Rheinland: Eisbachtaler Sportfreunde - Südwest: 1. FC Kaiserslautern - Saarland: ASC Dudweiler | - Hessen: Kickers Offenbach - Baden: SV Waldhof Mannheim - Südbaden: Offenburger FV - Württemberg: VfB Stuttgart - Bayern: FC Bayern München | - Berlin: FC Hertha 03 Zehlendorf |

## Achtelfinale
Hinspiele: Sa/So 01./02.06. Rückspiele: Sa/So 08./09.06.
|                           | Gesamt          |                         | Hinspiel | Rückspiel |
| ------------------------- | --------------- | ----------------------- | -------- | --------- |
| Gruppe Nord-West:         |                 |                         |          |           |
| Hamburger SV              | 6:2             | OSC Bremerhaven         | 4:0      | 2:2       |
| Fortuna Düsseldorf        | 2:2 (4:5 i. E.) | FC Hertha 03 Zehlendorf | 1:1      | 1:1       |
| VfL Bochum                | 5:2             | TSV Bayer 04 Leverkusen | 2:0      | 3:2       |
| Eintracht Braunschweig    | 3:3 (2:3 i. E.) | Holstein Kiel           | 1:2      | 2:1       |
| Gruppe Süd-Südwest:       |                 |                         |          |           |
| Eisbachtaler Sportfreunde | 1:6             | 1. FC Kaiserslautern    | 0:3      | 1:3       |
| FC Bayern München         | 5:2             | ASC Dudweiler           | 4:1      | 1:1       |
| VfB Stuttgart             | 3:4             | Kickers Offenbach       | 1:3      | 2:1       |
| SV Waldhof Mannheim       | 2:1             | Offenburger FV          | 0:0      | 2:1       |

## Viertelfinale
Hinspiele: So 16.06. Rückspiele: So 23.06.
|                      | Gesamt |                         | Hinspiel | Rückspiel |
| -------------------- | ------ | ----------------------- | -------- | --------- |
| Gruppe Nord-West:    |        |                         |          |           |
| Hamburger SV         | 5:4    | FC Hertha 03 Zehlendorf | 2:0      | 3:4       |
| VfL Bochum           | 10:10  | Holstein Kiel           | 5:0      | 5:1       |
| Gruppe Süd-Südwest:  |        |                         |          |           |
| 1. FC Kaiserslautern | 3:7    | FC Bayern München       | 1:3      | 2:4       |
| Kickers Offenbach    | 3:1    | SV Waldhof Mannheim     | 2:0      | 1:1       |

## Halbfinale
Hinspiele: So 30.06. Rückspiele: So 07.07.
|                     | Gesamt          |                   | Hinspiel | Rückspiel |
| ------------------- | --------------- | ----------------- | -------- | --------- |
| Gruppe Nord-West:   |                 |                   |          |           |
| Hamburger SV        | 1:5             | VfL Bochum        | 0:1      | 1:4       |
| Gruppe Süd-Südwest: |                 |                   |          |           |
| FC Bayern München   | 2:2 (2:3 i. E.) | Kickers Offenbach | 0:2      | 2:0       |

## Finale
| Kickers Offenbach                                                                   | Kickers Offenbach | VfL Bochum | VfL Bochum |
| ----------------------------------------------------------------------------------- | --- | --- | ---------- |
| Kickers Offenbach                                                                   | \| Sonntag, 14. Juli 1985 um 10:30 Uhr in Offenbach am Main (Stadion am Bieberer Berg) \| \| Ergebnis: 0:3 (0:1) \| \| Zuschauer: 8.000 \| \| Schiedsrichter: Heinz Werner (Auersmacher) \|                                    | \| Sonntag, 14. Juli 1985 um 10:30 Uhr in Offenbach am Main (Stadion am Bieberer Berg) \| \| Ergebnis: 0:3 (0:1) \| \| Zuschauer: 8.000 \| \| Schiedsrichter: Heinz Werner (Auersmacher) \|                                                          | VfL Bochum |
| Kickers Offenbach                                                                   | Sven Weniger – Holger Kurth – T. Schneider, Oliver Born – Uwe Bindewald, Karsten Walper, Dirk Bergsträsser (48. Picard), Ralf Weber, Dennis Coleman (50. M. Schneider) – Fibiger, Andreas Jakob Cheftrainer: Manfred Skowronek | Roger Dorny – Stefan Urban – Dirk Wisniewski, Christian Broos – Markus Tasewski (39. Andreas Felber), Olaf Dressel , Andreas Liese, Werner Poll, Thorsten Legat – Michael Troiani (52. Ulrich Sieweke), Karsten Kirschke Cheftrainer: Erich Schiller | VfL Bochum |
| Kickers Offenbach                                                                   | 0:1 Karsten Kirschke (13.) 0:2 Karsten Kirschke (64.) 0:3 Ulrich Sieweke (65.) | | VfL Bochum |
| Kickers Offenbach                                                                   | Poll | | VfL Bochum |
| Sonntag, 14. Juli 1985 um 10:30 Uhr in Offenbach am Main (Stadion am Bieberer Berg) | | |            |
| Ergebnis: 0:3 (0:1)                                                                 | | |            |
| Zuschauer: 8.000                                                                    | | |            |
| Schiedsrichter: Heinz Werner (Auersmacher)                                          | | |            |